# Rhinoceros (groupe)
Pour les articles homonymes, voir Rhinocéros (homonymie).
Rhinoceros est un supergroupe américain constitué à la fin des années 1960 par le label Elektra Records.

## Biographie
Le projet consistant à réunir dans un groupe monté de toutes pièces de jeunes musiciens prometteurs est conduit à l'origine par Paul Rothchild (producteur des Doors) et Frazier Mohawk (manager de Buffalo Springfield). À la suite des premières auditions, conduites à la fin de 1967, les deux producteurs retiennent les guitaristes Doug Hastings et Danny Weis (ex-Iron Butterfly), le claviériste Alan Gerber et le chanteur John Finley (ex-Jon and Lee and The Checkmates). Viennent s'y greffer le claviériste Michael Fonfara (un autre ex-Checkmates), le bassiste Jerry Penrod (un autre ex-Iron Butterfly) et le batteur Billy Mundi (ex-The Mothers of Invention).
Le groupe adopte le nom de Rhinoceros et entame l'enregistrement d'un premier album, produit par Rothchild. Les résultats sont décevants : Rhinoceros n'atteint que la 115e place du classement Billboard. La ballade qui clôture l'album, Will Serenade You, deviendra néanmoins un tube entre les mains de Three Dog Night en 1973. Cet insuccès fragilise le groupe, qui renvoie Rotchild, abandonne la Californie pour la West Coast et voit son bassiste le quitter. Penrod est remplacé par Peter Hodgson, encore un ex-Checkmates.
1969 voit la sortie d'un second album, Satin Chickens (105e), tandis que l'instrumental Apricot Brandy, tiré du premier album, échoue à atteindre le sommet des hit-parades malgré son emploi par la BBC. L'année est surtout marquée par d'importants changements de personnel : Hastings s'en va, bientôt suivi par Gerber et Mundi. Ce sont encore d'anciens Checkmates qui les remplacent, Larry Leishman (guitare) et Duke Edwards (batterie).
Le groupe laisse passer peu après l'opportunité de se produire au festival de Woodstock, une décision qui précipite son déclin. Après un troisième album, Better Times Are Coming (109e), Rhinoceros perd Duke Edwards et Danny Weis. Le groupe, désormais basé à Toronto, ne donne plus de concerts que dans la région. Fin 1971, ses membres décident de jeter l'éponge.
Dès l'année suivante, Finley, Fonfara, Hodgson et Leishman se retrouvent au sein d'un nouveau groupe, Blackstone Rangers (puis simplement Blackstone), qui enregistre un unique album avant de disparaître.

## Discographie

### Albums
- 1968 : Rhinoceros
- 1969 : Satin Chickens
- 1970 : Better Times Are Coming

### Singles
- 1968 : You're My Girl / I Will Serenade You
- 1969 : Apricot Brandy / When You Say You're Sorry
- 1969 : I Need Love / Belbuekus
- 1969 : Back Door / In a Little Room
- 1970 : Old Age / Let's Party
- 1970 : Better Times / It's a Groovy World